# Jean-Baptiste Pigalle
Jean-Baptiste Pigalle (Paris, 26 de Janeiro de 1714 — Paris, 20 de Agosto de 1785) foi um escultor francês.

## Vida
Pigalle nasceu em Paris, o sétimo filho de um carpinteiro. Embora não tenha obtido o Prix de Rome, após uma luta severa, ele entrou na Académie Royale e se tornou um dos escultores mais populares de sua época. Seus trabalhos anteriores, como Child with Cage (modelo em Sèvres) e Mercury Fastening his Sandals (Berlim, e elenco principal no Louvre), são menos comuns do que os de seus anos mais maduros, mas sua estátua nua de Voltaire, datada de 1776 (inicialmente no Institut de France, comprado pelo Louvre em 1962), e seus túmulos do Conde d'Harcourt (c. 1764) (Notre Dame de Paris) e do Marechal Saxe, concluída em 1777 (Igreja Luterana de São Tomás, Estrasburgo), são bons exemplos da escultura francesa do século XVIII.
Pigalle ensinou o escultor Louis-Philippe Mouchy, que se casou com sua sobrinha e que copiou de perto o estilo de Pigalle. Diz-se também que ele ensinou a pintora Madeleine-Élisabeth Pigalle, que se acredita ser uma parente distante de Sens. Seu nome é mais conhecido hoje por causa do distrito da luz vermelha de Pigalle em Paris, localizado ao redor da praça de mesmo nome.
Pigalle morreu em Paris em 20 de agosto de 1785.

## Obras monumentais

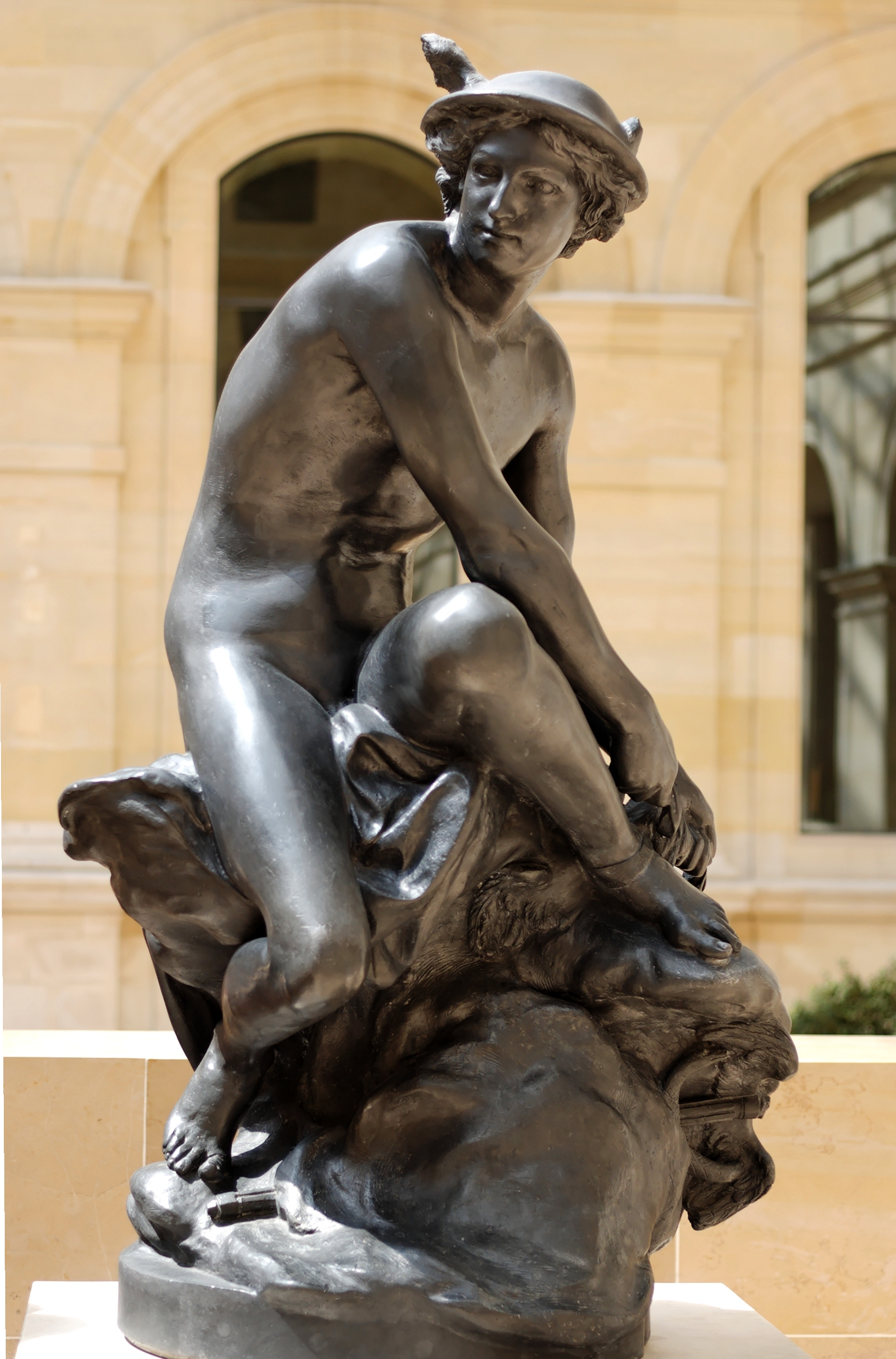
Mercúrio calçando seus sapatos de corrida (Louvre) (1753)
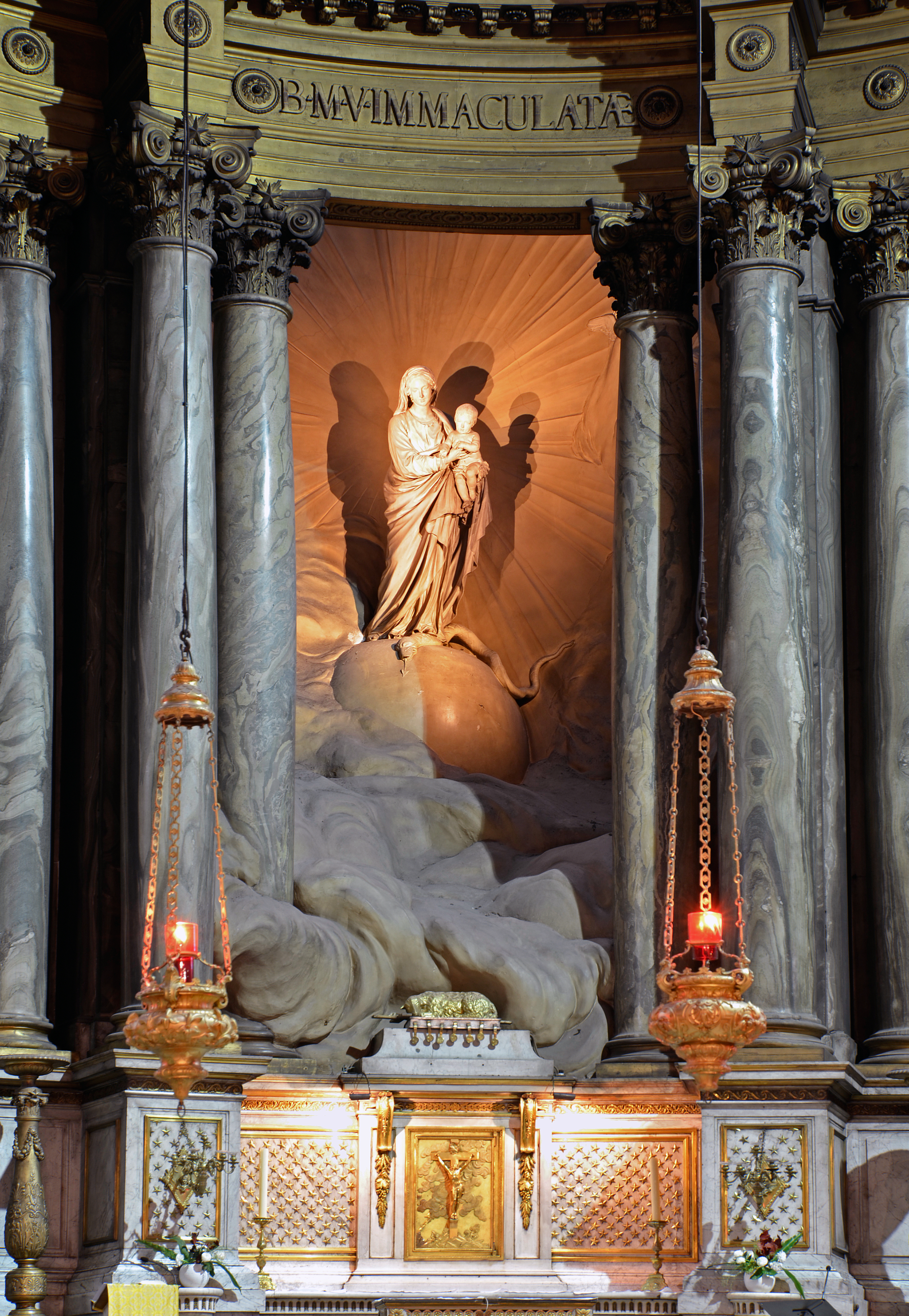
Capela da Virgem, Igreja de Saint-Sulpice, Paris
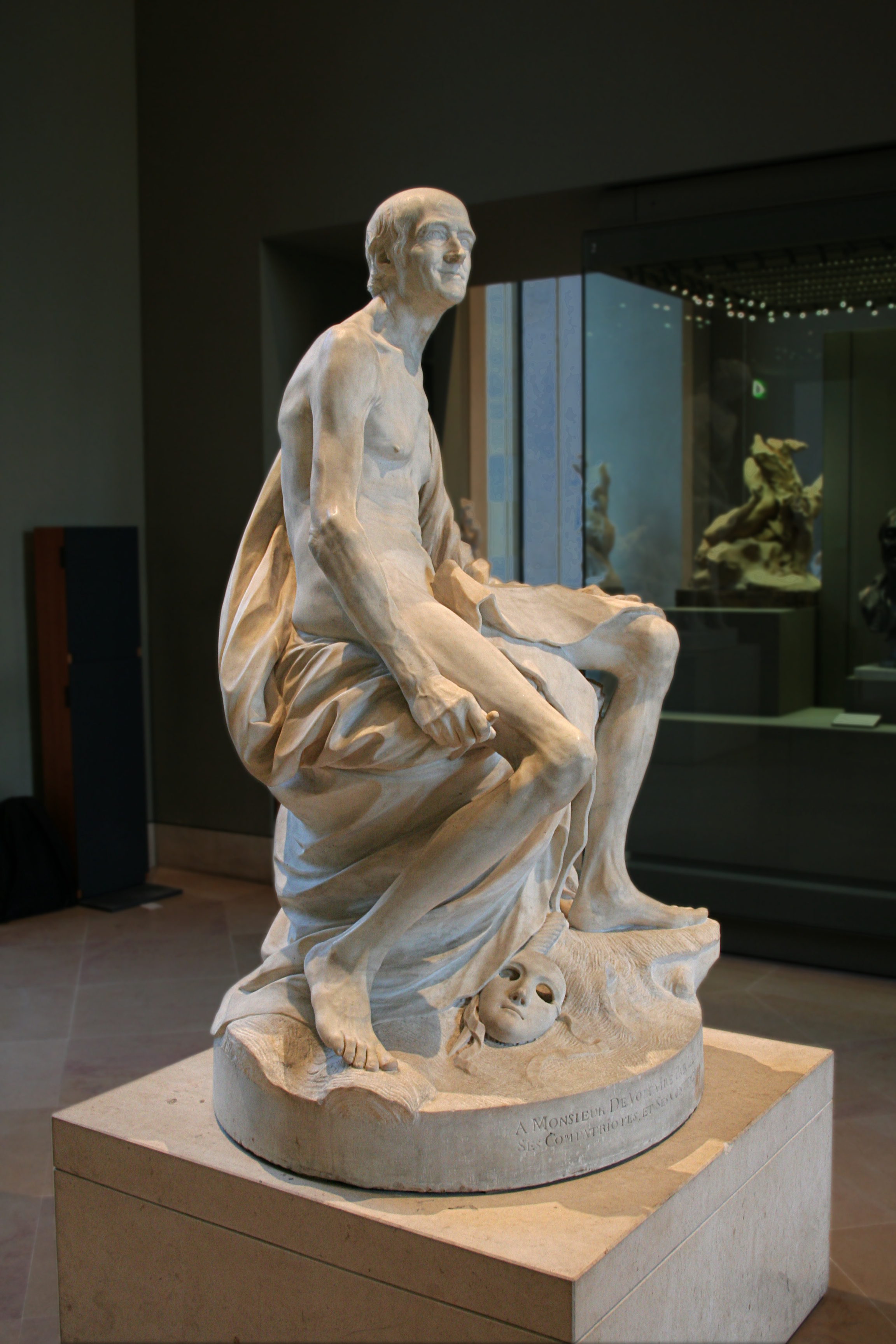
Nu de Voltaire (Louvre, 1777)
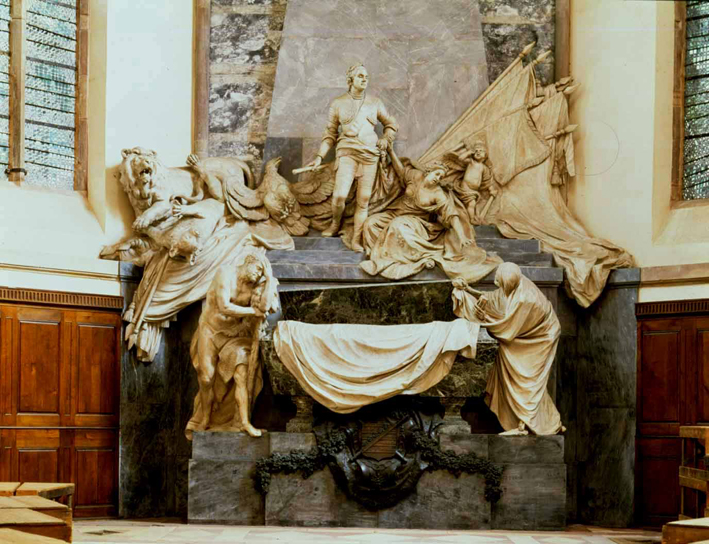
Túmulo de Maurice de Saxe, Igreja Luterana de São Tomás, Estrasburgo (1777)